# غابرييل جورجيو
غابرييل جورجيو (بالرومانية: Gabriel Giurgiu)‏ هو لاعب كرة قدم روماني في مركز الوسط، ولد في 3 سبتمبر 1982 في كلوج نابوكا في رومانيا. شارك مع منتخب رومانيا لكرة القدم. أما مع النوادي، فقد لعب مع جامعة كلوج وروبين قازان وكونكورديا كياجنا ومكابي نتانيا ونادي أوتسيلول غالاتسي.

## وصلات خارجية
- غابرييل جورجيو على موقع قاعدة بيانات كرة القدم.إي يو (الإنجليزية)
- غابرييل جورجيو على موقع ناشيونال فوتبول تيمز (الإنجليزية)
- غابرييل جورجيو على موقع Soccerway.com (الإنجليزية)
- غابرييل جورجيو على موقع عالم كرة القدم.نت (الإنجليزية)